# Andrew Campbell
Andrew Campbell, född 4 februari 1988, är en kanadensisk professionell ishockeyspelare som tillhör NHL-organisationen Chicago Blackhawks och spelar för deras primära samarbetspartner Rockford IceHogs i AHL. 
Han har tidigare spelat på NHL-nivå för Toronto Maple Leafs, Arizona Coyotes och Los Angeles Kings  och på lägre nivåer för Tucson Roadrunners, Toronto Marlies, Manchester Monarchs och Portland Pirates i AHL och Sault Ste. Marie Greyhounds i OHL.
Campbell draftades i tredje rundan i 2008 års draft av Los Angeles Kings som 74:e spelare totalt.
Den 12 juli 2018 tradades han till Chicago Blackhawks tillsammans med Marcus Krüger, MacKenzie Entwistle, Jordan Maletta och ett draftval i femte rundan 2019, i utbyte mot Marian Hossa, Vinnie Hinostroza, Jordan Oesterle och ett draftval i tredje rundan 2019.

## Statistik
| 2005–06    | Sault Ste. Marie Greyhounds | OHL        | 31  | 1  | 3   | 4   | 23  | 3  | 0 | 0  | 0  | 4  |
| 2006–07    | Sault Ste. Marie Greyhounds | OHL        | 63  | 4  | 14  | 18  | 75  | 13 | 0 | 1  | 1  | 6  |
| 2007–08    | Sault Ste. Marie Greyhounds | OHL        | 68  | 13 | 22  | 35  | 64  | 14 | 2 | 3  | 5  | 13 |
| 2008–09    | Manchester Monarchs         | AHL        | 72  | 3  | 5   | 8   | 72  | —  | — | —  | —  | —  |
| 2009–10    | Manchester Monarchs         | AHL        | 74  | 2  | 9   | 11  | 68  | 16 | 1 | 4  | 5  | 6  |
| 2010–11    | Manchester Monarchs         | AHL        | 76  | 1  | 11  | 12  | 68  | 7  | 0 | 0  | 0  | 0  |
| 2011–12    | Manchester Monarchs         | AHL        | 76  | 2  | 17  | 19  | 54  | 4  | 0 | 0  | 0  | 9  |
| 2012–13    | Manchester Monarchs         | AHL        | 47  | 2  | 9   | 11  | 40  | 4  | 0 | 0  | 0  | 0  |
| 2013–14    | Los Angeles Kings           | NHL        | 3   | 0  | 0   | 0   | 0   | —  | — | —  | —  | —  |
|            | Manchester Monarchs         | AHL        | 69  | 3  | 13  | 16  | 58  | 4  | 1 | 0  | 1  | 0  |
| 2014–15    | Arizona Coyotes             | NHL        | 33  | 0  | 1   | 1   | 10  | —  | — | —  | —  | —  |
|            | Portland Pirates            | AHL        | 40  | 3  | 9   | 12  | 30  | —  | — | —  | —  | —  |
| 2015–16    | Toronto Maple Leafs         | NHL        | 6   | 0  | 1   | 1   | 2   | —  | — | —  | —  | —  |
|            | Toronto Marlies             | AHL        | 66  | 9  | 15  | 24  | 72  | 9  | 0 | 2  | 2  | 4  |
| 2016–17    | Toronto Marlies             | AHL        | 75  | 6  | 16  | 22  | 20  | 11 | 0 | 1  | 1  | 8  |
| 2017–18    | Tucson Roadrunners          | AHL        | 60  | 2  | 4   | 6   | 44  | 9  | 1 | 3  | 4  | 6  |
| 2018–19    | Rockford IceHogs            | AHL        | —   | —  | —   | —   | —   | —  | — | —  | —  | —  |
| NHL totalt | NHL totalt                  | NHL totalt | 42  | 0  | 2   | 2   | 12  | —  | — | —  | —  | —  |
| AHL totalt | AHL totalt                  | AHL totalt | 655 | 33 | 108 | 141 | 568 | 64 | 3 | 10 | 13 | 35 |
| OHL totalt | OHL totalt                  | OHL totalt | 162 | 18 | 39  | 57  | 162 | 30 | 2 | 4  | 6  | 23 |